# Astralno tijelo
Astralno tijelo je, prema teozofiji i religijskoj filozofiji, suptilno eterično tijelo za koje se vjeruje da je posrednik između inteligentne duše i fizičkog tijela. Tijelo se navodno sastoji od fine, astralne materije i svjetlosnom je vrpcom spojeno s fizičkim tijelom. Tijekom tzv. izvantjelesnog iskustva, astralno tijelo se može djelomično odvojiti od fizičkog tijela, noseći sobom svijest osobe. To razdvajanje od fizičkog tijela i prelazak u astralni plan, naziva se i astralnom projekcijom.
Astralno tijelo sadrži emocije, strasti i želje, a jer prožima i nadilazi fizičko tijelo, tijekom odvajanja zadržava osjete i emocije. Za vrijeme odvajanja, astralno tijelo predstavlja istovjetnu repliku fizičkog tijela. Vjeruje se da su vidovnjaci sposobni prodrijeti u astralni svijet i na čovjeku primijetiti vibracije i boje koje stvara njegovo astralno tijelo. Oblik i boja astralnog tijela upučuje na razinu duhovnog razvoja svake osobe.
Koncept astralnog tijela potječe iz teozofskog nauka izvedenog iz tradicionalnog hinduističkog misticizma s primjesama zapadnjačkog kršćanskog misticizma.